# B-Sides 1996-2006
B-Sides 1996-2006 è una raccolta dei Placebo, pubblicata il 15 marzo 2011 dalla Virgin Records.
Il doppio CD contiene le B-side registrate dal gruppo tra il 1996 e il 2006 e incluse nei diversi singoli pubblicati sino al quinto album in studio Meds.

## Tracce
CD 1
1. Dark Globe – 2:15 – originariamente interpretata da Syd Barrett
2. Hare Krishna – 4:25
3. Been Smoking Too Long – 2:17
4. Hug Bubble – 3:02
5. Flesh Mechanic (Demo) – 4:29
6. H K Farewell – 7:31
7. Slackerbitch – 3:24
8. Eyesight to the Blind – 2:58
9. Miss Moneypenny – 2:50
10. Waiting for the Son of Man – 4:10
11. Then the Clouds Will Open for Me – 4:20
12. Mars Landing Party – 1:44
13. Leeloo – 5:19
14. Needledick – 1:14

CD 2
1. Innocence of Sleep – 3:46
2. Ion – 4:07
3. Aardvark – 2:57
4. Theme from Funky Reverend – 2:52
5. Leni – 4:37
6. Bubblegun – 5:12
7. Dub Psychosis – 3:38
8. Little Mo – 3:00
9. Evalia – 4:18
10. Drink You Pretty – 3:54
11. Soulmates – 3:07
12. Detox Five – 2:50
13. Uneedmemorethanineedu – 3:30
14. Lazarus – 3:25